# The Tour Championship
The Tour Championship is een golftoernooi in de Verenigde Staten dat deel uitmaakt van de Amerikaanse PGA Tour. Het toernooi werd opgericht in 1987 als het Nabisco Championship en is tevens het laatste golftoernooi van het jaarlijkse golfseizoen.
Toen het toernooi in 1987 werd gestart werd het in november gespeeld en was dit het laatste toernooi van het seizoen dat meetelde voor de Order of Merit. Na twintig jaar werd het toernooi verplaatst naar september, nu is dit het laatste toernooi van de FedEx Cup. 

## De Formule
1987–2006
In deze periode kwalificeerden spelers voor deelname die in de top-30 stonden van de rangorde van de PGA Tour na het spelen van het laatste toernooi van het seizoen. Het toernooi was vergelijkbaar met de Volvo Masters van de Europese PGA Tour, die een week eerder ook aan het einde van het seizoen was. Zo konden spelers in beide toernooien spelen als ze zich daarvoor kwalificeerden.
Na het Tour Kampioenschap wordt de winnaar bekendgemaakt van de jaarlijkse rangorde. Prijzengeld van toernooien die na dit evenement en voor kerstmis worden gespeeld, tellen daarvoor niet meer mee. Aangezien het spelersveld niet groot is, spelen alle spelers vier rondes en verdienen zij allen prijzengeld.
Sinds 2007
In 2005 werd aangekondigd dat in 2007 de FedEx Cup zou worden ingesteld en dat het toernooi zou gaan plaatsvinden in september. Het zou niet meer het einde markeren van de PGA Tour maar van een serie van vier toernooien die de 'Chase for the FedEx Cup' wordt genoemd. Het zou weer een deelnemersveld zijn van 30 spelers, maar de kwalificatie zou niet meer afhangen van het verdiende prijzengeld maar van FedEx Cup punten.
In 2009 werd bepaald dat de winnaar van dit toernooi niet automatisch de winnaar is van de FedEx Cup. Dat kunnen twee verschillende winnaars zijn. In 2007, toen de formule net veranderd was, won Tiger Woods beide prijzen. In 2008 werd The Tour Championship gewonnen door Camilo Villegas terwijl Vijay Singh de FedEx Cup won. In 2009 won Phil Mickelson The Tour Championship en won Tiger Woods de FedEx Cup.
Het toernooi dat sinds 2007 het seizoen afsluit is dus niet meer The Tour Championship. In 2007 werd de Tour's Fall Series ('Quest for the Card') geïntroduceerd waarna bekend wordt gemaakt welke 125 spelers in het komende jaar een spelerskaart hebben.

## Golfbanen
| Jaren      | Golfbaan                                   | Locatie                            |
| ---------- | ------------------------------------------ | ---------------------------------- |
| 1987       | Oak Hills Country Club                     | San Antonio, Texas                 |
| 1988       | Pebble Beach Golf Links                    | Pebble Beach, Californië           |
| 1989       | Harbour Town Golf Links                    | Hilton Head Island, South Carolina |
| 1990       | Champions Golf Club (Cypress Creek Course) | Houston, Texas                     |
| 1991-1992  | Pinehurst Resort (No. 2 Course)            | Pinehurst, North Carolina          |
| 1993-1994  | The Olympic Club (Lake Course)             | San Francisco, Californië          |
| 1995-1996  | Southern Hills Country Club                | Tulsa, Oklahoma                    |
| 1997       | Champions Golf Club (Cypress Creek Course) | Houston, Texas                     |
| 1998       | East Lake Golf Club                        | Atlanta, Georgia                   |
| 1999       | Champions Golf Club (Cypress Creek Course) | Houston, Texas                     |
| 2000       | East Lake Golf Club                        | Atlanta, Georgia                   |
| 2001       | Champions Golf Club (Cypress Creek Course) | Houston, Texas                     |
| 2002       | East Lake Golf Club                        | Atlanta, Georgia                   |
| 2003       | Champions Golf Club (Cypress Creek Course) | Houston, Texas                     |
| 2004-heden | East Lake Golf Club                        | Atlanta, Georgia                   |

## Winnaars
| Jaar                  | Winnaar              | Score                | Score                | Info                                                       |
| Nabisco Championship  | Nabisco Championship | Nabisco Championship | Nabisco Championship | Nabisco Championship                                       |
| --------------------- | -------------------- | -------------------- | -------------------- | ---------------------------------------------------------- |
| 1987                  | Tom Watson           | 268                  | −12                  |                                                            |
| 1988                  | Curtis Strange po    | 279                  | −9                   | Won de play-off van Tom Kite                               |
| 1989                  | Tom Kite po          | 276                  | −8                   | Won de play-off van Payne Stewart                          |
| 1990                  | Jodie Mudd po        | 273                  | −11                  | Won de play-off van Billy Mayfair                          |
| The Tour Championship |                      |                      |                      |                                                            |
| 1991                  | Craig Stadler po     | 277                  | −7                   | Won de play-off van Russ Cochran                           |
| 1992                  | Paul Azinger         | 276                  | −8                   |                                                            |
| 1993                  | Jim Gallagher Jr.    | 277                  | −7                   |                                                            |
| 1994                  | Mark McCumber po     | 274                  | −10                  | Won de play-off van Fuzzy Zoeller                          |
| 1995                  | Billy Mayfair        | 280                  | par                  |                                                            |
| 1996                  | Tom Lehman           | 268                  | −12                  |                                                            |
| 1997                  | David Duval          | 273                  | −11                  |                                                            |
| 1998                  | Hal Sutton po        | 274                  | −6                   | Won de play-off van Vijay Singh                            |
| 1999                  | Tiger Woods          | 269                  | −15                  |                                                            |
| 2000                  | Phil Mickelson       | 267                  | −13                  |                                                            |
| 2001                  | Mike Weir po         | 270                  | −14                  | Won de play-off van Ernie Els, Sergio Garcia en David Toms |
| 2002                  | Vijay Singh          | 268                  | −12                  |                                                            |
| 2003                  | Chad Campbell        | 268                  | −16                  |                                                            |
| 2004                  | Retief Goosen        | 269                  | −11                  |                                                            |
| 2005                  | Bart Bryant          | 263                  | −17                  |                                                            |
| 2006                  | Adam Scott           | 269                  | −11                  |                                                            |
| 2007                  | Tiger Woods          | 257                  | −23                  |                                                            |
| 2008                  | Camilo Villegas po   | 273                  | −7                   | Won de play-off van Sergio Garcia                          |
| 2009                  | Phil Mickelson       | 271                  | −9                   |                                                            |
| 2010                  | Jim Furyk            | 272                  | −8                   |                                                            |
| Tour Championship     |                      |                      |                      |                                                            |
| 2011                  | Bill Haas po         | 272                  | −8                   | Won de play-off van Hunter Mahan                           |
| 2012                  | Brandt Snedeker      | 270                  | −10                  |                                                            |
| 2013                  | Henrik Stenson       | 267                  | −13                  |                                                            |
| 2014                  | Billy Horschel       | 269                  | −11                  |                                                            |

| Toernooirecord |  | po = winnaar na play-off |

### Meervoudige winnaars
2 keer
- Tiger Woods: 1999, 2007
- Phil Mickelson: 2000, 2009